# Acanthodactylus lineomaculatus
Acanthodactylus lineomaculatus е вид влечуго от семейство Гущерови (Lacertidae).

## Разпространение
Видът е ендемичен за Северозападна Африка и Иберийския полуостров. Може да се види в Европа (Гибралтар, Португалия и Испания) и в Африка (Алжир, Мароко и Тунис).